# Axiodes agrypna
Axiodes agrypna là một loài bướm đêm trong họ Geometridae.